# محمد مصدق
محمد مصدق (بالفارسية: مُحَمَد مُصَدِق) (16 يونيو 1882 - 5 مارس 1967)، رئيس وزراء إيران السابق ، انتخب مرتين سنة 1951 و1953. إلا أن المخابرات الأمريكية السي آي ايه والبريطانية أم آي 6 خلعتاه في عملية مشتركة سميت بعملية أجاكس
كان مصدق محامياً ومؤلفاً وبرلمانياً بارزاً قبل أن يصبح رئيسا لوزراء إيران في 1951. بدأ حياته السياسية عام 1906 حينما أصبح نائبا ببرلمان إيران، ثم أصبح وزيرا عام 1917، وفي عام 1944 أسس حزب الجبهة الوطنية وأصبح رئيسا له ، وفي عام 1950 اختير رئيسا للوزراء. أدخلت إدارته إصلاحات اجتماعية وسياسية واسعة مثل الضمان الاجتماعي وتنظيم الإيجارات واستصلاح الأراضي. ولكن تبقى حركة تأميم صناعة النفط الإيرانية هي النقطة الأبرز في سياسة حكومته حيث كان البريطانيون يسيطرون عليها منذ 1913 من خلال شركة النفط الأنجلو-إيرانية (APOC / AIOC) (سميت لاحقا باسم شركة النفط البريطانية أو بي بي).
تسببت قراراته في تأميم شركات النفط في إزاحته في إنقلاب عليه يوم 19 أغسطس 1953 بعد إجراء استفتاء مزور لحل البرلمان، (ويعرف بالفارسية بانقلاب 28 مرداد 1332 حسب التقويم الإيراني) فقد طلبت المخابرات البريطانية مساعدة السي آي إيه في تنفيذ الإنقلاب واختيار الجنرال فضل الله زاهدي ليخلف مصدق. فأسقطت حكومته وسجن مصدق ثلاث سنوات ثم أطلق سراحه، إلا أنه أستمر رهن الإقامة الجبرية حتى وفاته سنة 1967.

## النشأة
كان محمد مصدق المولود في محلة سنگلج في طهران يوم 16 يونيو/ حزيران 1882ينتمي إلى عائلة مرموقة من أصول بختيارية، فوالده ميرزا هداية الله خان بختیاري عمل جابيا للضرائب في مقاطعة خراسان في عهد القاجار لثلاثين سنة.، 

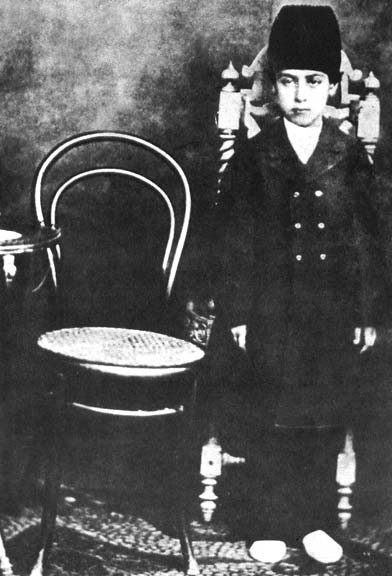
محمد مصدق في صغره

وأمه شاهزادي مليكة تاج خانوم فهي حفيدة شاه قاجار فتح علي شاه. توفي والده سنة 1892 فتولى عمه منصب جابي الضرائب لمحافظة خراسان فاستحق لقب مصدق السلطاني من ناصر الدين شاه. وقد حمل محمد مصدق نفس اللقب واستمر معروفا به حتى بعد إلغاء الألقاب لفترة طويلة.
وفي سنة 1901 تزوج مصدق من زهرة خانوم (1879–1965) حفيدة ناصر الدين شاه من أمها، وانجب منها خمس أطفال ولدين (أحمد وغلام حسين) وثلاث بنات (منصورة وضياء أشرف وخديجة).

### التعليم
حصل مصدق على البكالوريوس في الفنون ثم الماجستير في القانون الدولي من معهد الدراسات السياسية بباريس قبل ان ينال الدكتوراه في القانون من جامعة نيوشاتيل في سويسرا.
وقد درس أيضا في جامعة طهران في بداية الحرب العالمية الأولى قبل أن يدخل حياة السياسة.

### بداية حياته السياسية
بدأ مصدق حياته السياسية مع الثورة الدستورية سنة 1905-1907. فقد انتخب سنة 1906 نائباً عن أصفهان في البرلمان الجديد الذي سمي مجلس إيران وهو في سن 24. وشغل خلال تلك الفترة منصب نائب المرشد العام للجمعية الإنسانية بإدارة مستوفی‌ الممالك. وفي سنة 1919 رحل إلى سويسرا احتجاجا على المعاهدة الأنجلو فارسية، إلا أنه عاد في العام التالي بعد أن تسلم دعوة من رئيس وزراء إيران الجديد حسن بیرنیا (مشير الدولة) كي يصبح وزيرا للعدل. ومن الظريف أنه عند عودته إلى طهران سأله أهالي شيراز إن كان بإمكانه أن يصبح حاكما لمقاطعة فارس. ثم عين وزيرا للمالية في حكومة أحمد قوام سنة 1921، فوزيرا للخارجية في حكومة مشير الدولة في يونيو 1923، بعدها في نفس السنة صار حاكما لمقاطعة أذربيجان، ثم أعيد انتخابه في المجلس في 1923.

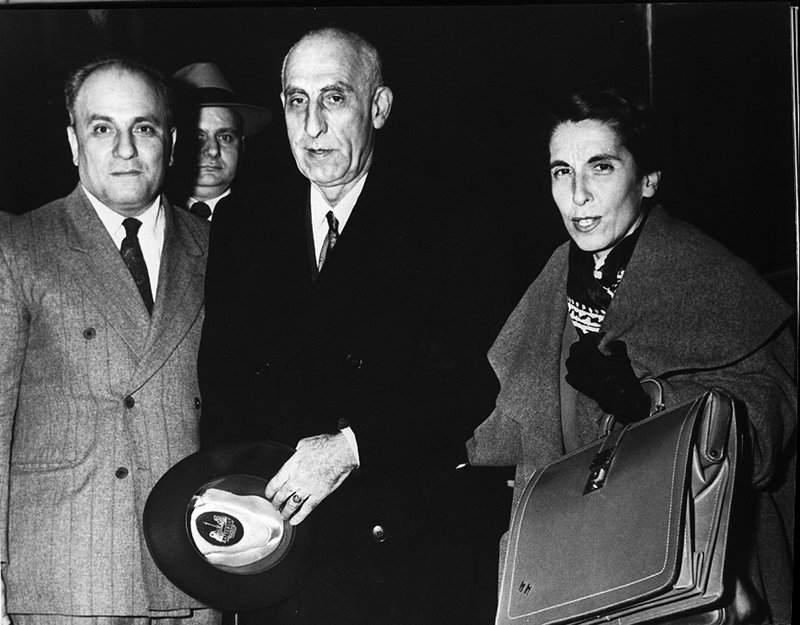
صورة محمد مصدق مع أبنائه في نيوريورك

وفي سنة 1925 اقترح أنصار رضا خان في المجلس إصدار تشريع يحل به حكم سلالة قاجار وتعيين رضا خان شاها جديدا. إلا أن مصدق صوّت ضد تلك الخطوة معتبرا أن هذا الفعل هو انقلاب على الدستور الإيراني 1906. وألقى كلمة في المجلس مشيدا بإنجازات رضا خان كرجل دولة وشجعه على احترام الدستور كي يصبح رئيسا للوزراء وليس شاها. إلا أنه في 12 ديسمبر 1925 خلع المجلس الملك الشاب أحمد شاه قاجار ثم أعلن رضا شاه عاهلا جديدا لبلاد فارس أول ملوك الأسرة البهلوية.
وفي سنة 1941 اجبر البريطانيون رضا شاه بهلوي على التنحي عن العرش لإبنه محمد رضا بهلوي. وبعدها في سنة 1944 أعيد انتخاب مصدق مرة أخرى لعضوية البرلمان. وفي هذه المرة تسلم قيادة الجبهة الوطنية (جبهه ملي إيران)، وهي منظمة أسسها مع تسعة عشر عضوا آخر مثل حسين فاطمي وأحمد زراكزاده وعلي شاكان وكريم سنجابي، وتهدف إلى إرساء الديمقراطية وانهاء الوجود الاجنبي في السياسة الإيرانية، وتخصيص النفط الإيراني المتمثل في شركة النفط الأنجلو-إيرانية.

## رئاسة للوزراء

### المطالبة لتأميم النفط

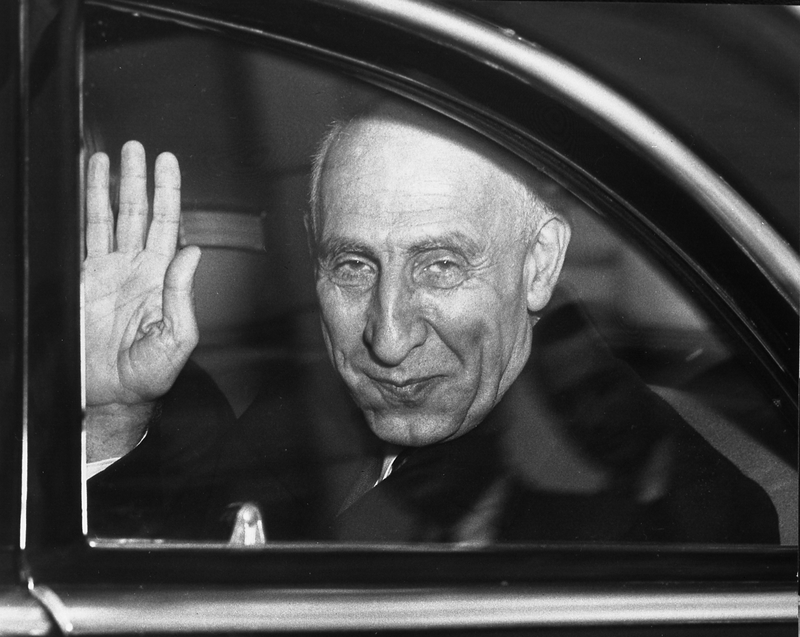
محمد مصدق عقب زيارة إلى السفارة الإيرانية بواشنطن

يتركز معظم احتياطيات النفط الإيرانية في منطقة الخليج العربي وقد قامت شركة النفط الأنجلو-إيرانية (AIOC) بإستخراجه لتصديره إلى بريطانيا. ولعدة أسباب - مثل ظهور وعي متزايد في كيفية نيل إيران القليل من نفطها من AIOC؛ بالمقابل ترفض الشركة تقديم 50% أرباح للصفقة المتبادلة مع إيران كما تفعل شركة أرامكو في السعودية; وأيضا الغضب من هزيمة إيران أمام قوات الحلفاء واحتلالهم لها - جعل تأميم النفط مشروعا مهما وشعبيا لشريحة واسعة من الشعب الإيراني.
وبتاريخ يونيو 1950 نال الجنرال حاجی علی رزمارا الذي اختاره الشاه رئيسا للوزراء موافقة المجلس. وفي 3 مارس 1951 مثل أمام المجلس (البرلمان) في محاولة لإقناع النواب ضد التأميم الكامل على أساس أن إيران لا يمكن تجاوز التزاماتها الدولية، وقلة قدرتها على تشغيل صناعة النفط من تلقاء نفسها". إلا أنه اغتيل بعدها بأربعة أيام أثناء صلاته في المسجد وقتله خلیل طهماسبی، وهو عضو في جماعة (فدائیان إسلام) المتشددة. وهذا فرض أحداثا، حيث يبدو في كثير من الروايات التاريخية السائدة ومقارنة بأدلة موازية. أولا: "تكهن العديد من أعضاء سفارة الولايات المتحدة مبكرا بأن رزمارا قد يتعرض لإغتيال أو ينخرط في صراع على السلطة مع الشاه". وحسب ستيفن كينزر قد تلتقي تلك المخاوف حيث أشار:

“ظهرت أدلة تشير إلى أن الرصاصة القاتلة لم تنطلق من مسدس طهماسبي ولكنها انطلقت من أحد جنود الشاه أو أحد أفراد حاشيته كان موجودا في مكان يمكنه من قتل رئيس الوزراء. وقد ذكر عقيد إيراني متقاعد في مذكراته بعد ذلك بسنوات أن الرصاصة القاتلة أتت من مسدس كولت وهي موجودة عند الجنود فقط. "وقد اختير رقيب بالجيش لتلك الفعلة لابسا الزي المدني، وقيل له أن يقتل رزمارا بسلاح الكولت في اللحظة التي يبدأ طهماسبي في اطلاق النار ... فقد شكك الطب الشرعي الذي فحص أثر الإصابة في رزمارا في أنه قتل برصاصة بندقية ضعيفة بل من مسدس كولت.”

وقد أيدت عدة دراسات هذا التقرير إلا أنها لا تزال نقطة خلافية عند المؤرخين. فبعد فشل مفاوضات لرفع سقف الحقوق النفطية التي تمت في 15 و 20 مارس 1915، صوت كلا من مجلس الشورى الوطني ومجلس شيوخ الإمبراطورية الإيرانية بتأميم شركة AIOC المملوكة لبريطانيا مما يمكنهم من السيطرة على صناعة النفط الإيراني.
كان حزب توده الإيراني قوة ضغط أخرى لمشروع التأميم. ففي أوائل أبريل 1951 نظم الحزب إضرابات وأعمال شغب في أنحاء البلاد احتجاجا على التأخير في تأميم صناعة النفط بالإضافة إلى انخفاض الأجور وسوء ظروف السكن لعمال النفط. هذا العرض للقوة إضافة إلى الفرحة العامة في اغتيال رزمارا كان لها تأثير على نواب المجلس.

### انتخابه رئيسا للوزراء

محمد مصدق رئيس الوزراء إيران.

انتخب البرلمان الإيراني أو المجلس في 28 أبريل 1951 محمد مصدق رئيساً للوزراء بأغلبية 79 صوتا مقابل 12 فقط بعد أن عينه الشاه الشاب لهذا المنصب بعد ارتفاع شعبيته وقوته السياسية.
وفور استلامه المنصب أدخل مصدق وإدارته الجديدة مجموعة واسعة من الإصلاحات الاجتماعية: فقد بدأ توزيع بدلات بطالة، وأمر أصحاب المصانع بدفع مساعدات للعمال المرضى والمصابين، وتحرير الفلاحة السخرة في المزارع. ووضع 20% من أموال إيجارات الأراضي لتمويل مشروعات التنمية مثل بناء حمامات عامة وإسكان الريف ومكافحة الأمراض.
وفي 1 مايو أي بعد يومين من استلامه السلطة قام مصدق بتأميم النفط الإيراني وألغى الامتياز الممنوح لشركة النفط الإيراني البريطاني الذي ينتهي سنة 1993 وقام بمصادرة أصولها. وفي الشهر التالي ذهبت لجنة من خمس من أعضاء المجلس النيابي إلى الأهواز لفرض التأميم. وقد شرح مصدق سياسة التأميم في 21 مايو 1951 في خطابه التالي:
| محمد مصدق | لم نتوصل إلى أي نتائج مع الدول الأجنبية بعد سنوات طويلة من المفاوضات... فعائدات النفط تمكننا من تحقيق كامل الميزانية وأن نكافح الفقر والمرض والتخلف. هناك اعتبار آخر مهم هو أنه عدما نقضي على قوة تلك الشركة البريطانية، فإننا نقضي على الفساد والتآمر التي تأثرت بسببها شؤون بلدنا الداخلية. فعندما نوقف تلك الوصاية نهائيا فإن إيران تكون قد حققت استقلالها الاقتصادي والسياسي. فالدولة الإيرانية تفضل أن تتولى بنفسها إنتاج نفطها، أما الشركة فلا يجب عليها فعل شيء سوى إرجاع الممتلكات إلى أصحابها الشرعيين. فقانون التأميم ينص على تخصيص 25% من أرباح النفط الصافية لتلبية جميع مطالب الشركة المشروعة للحصول على تعويض. فقد تأكدنا من الخارج أن إيران تعتزم طرد خبراء النفط الأجانب من البلاد وإيقاف المنشآت النفطية. وهذا ليس فقط ادعاء سخيف بل هو تلفيق كامل...” | محمد مصدق |

تصاعدت حدة المواجهة بين إيران وبريطانيا بعد رفض حكومة مصدق السماح للبريطانيين بأي تدخل في صناعة النفط الإيرانية، وبدأت بريطانيا متأكدة أن إيران قد لن تبيع نفطها. وفي يوليو قطع مصدق مفاوضاته مع شركة AIOC بعد أن هددت «بسحب موظفيها» وقالت لأصحاب ناقلات النفط أن «فواتير الحكومة الإيرانية لن تكون مقبولة في السوق العالمية». بعدها بشهرين اجلت شركة AIOC جميع فنييها وأغلقت منشآتها النفطية. فواجهت إدارة التأميم افتقار العديد من المصافي إلى فنيين مدربين، وأن هناك حاجة ماسة لمواصلة الإنتاج. فأعلنت الحكومة البريطانية حصارا بحكم الواقع، وعززت قوتها البحرية في الخليج العربي. ثم لجأت إلى محكمة العدل الدولية في لاهاي متهمة محمد مصدق بأنه انتهك حقوقها النفطية. فإذ بمصدق يدافع عن نفسه وبلاده مؤكدًا أن النفط نفط إيران وأن بريطانيا دولة إمبريالية تسرق إحتياجات الإيرانيين المحتاجين، وفشلت مساعي إنجلترا بالحصول على حكم ضد مصدق.
عاد مصدق إلى بلاده ماراً في طريق عودته بالقاهرة؛ فاستقبله مصطفى النحاس رئيس الوزراء المصري آنذاك بالزينات وأقواس النصر، ورحبت به الجماهير المصرية ترحيباً حاراً على طول الطريق الممتد من المطار إلى فندق شبرد في وسط العاصمة حيث أقام.

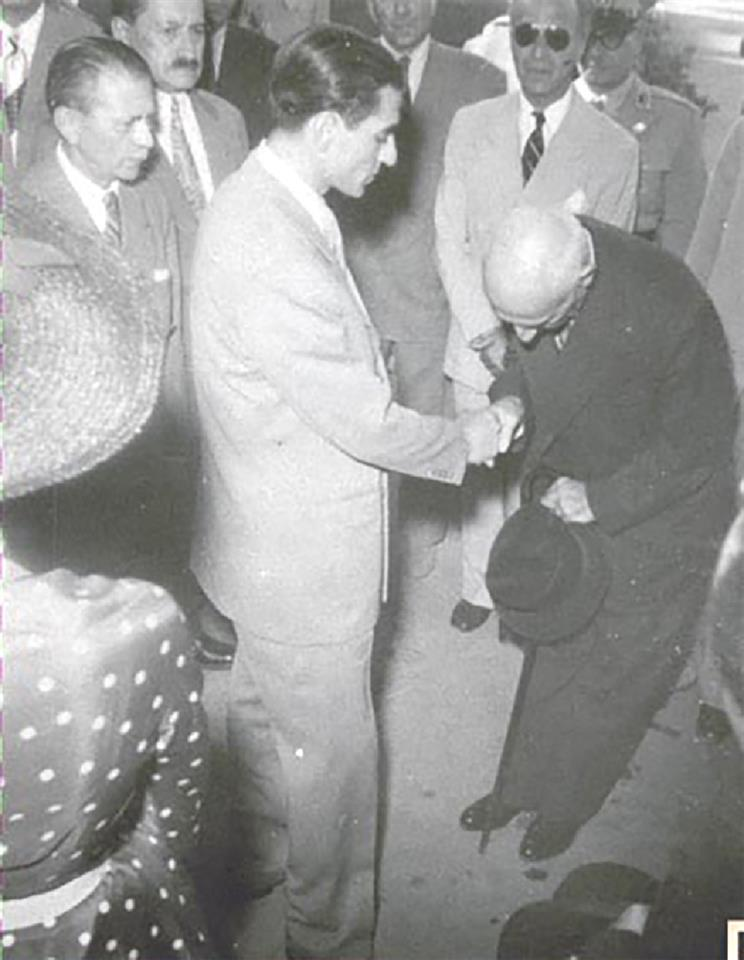
مصدق يصافح الشاه محمد رضا بهلوي في أول لقاء بعد التصويت على مصدق لرئاسة الوزراء.

كما هددت الحكومة البريطانية باتخاذ إجراءات قانونية ضد مشتري النفط المنتج في المصافي التي تسيطر عليها بريطانيا سابقا وحصلت على اتفاق مع شركات النفط العالمية بعدم ملء مقاطعة شركة AIOC لإيران. عمليا فقد توقف كامل قطاع النفط الإيراني وانخفض إنتاج النفط من 241,400,000 برميل (38,380,000 م3) في سنة 1950 إلى 10,600,000 برميل (1,690,000 م3) سنة 1952. وقلصت أزمة عبادان إيرادات النفط الإيراني إلى الصفر تقريبا، مما شكل ضغطا شديدا على تنفيذ مصدق لإصلاحاته الداخلية الموعودة. وفي نفس الوقت ضاعفت شركتي بي بي وأرامكو إنتاجهما في السعودية والكويت والعراق لتعويض نقص الإنتاج الإيراني. كما رفضت سلطات الموانئ العراقية -تحت الضغط- القيام باعمال دلالة ناقلات النفط اليابانية والإيطالية المتجهة إلى عبادان لشحن كميات من النفط المؤمم مما سبب بالإرتياح في بريطانيا. إلا أن ذلك لم يخفض من شعبيته الجارفة، ففي أواخر سنة 1951 دعا مصدق إلى الانتخابات، فقد كانت قاعدته من الدعم تكمن في المدن وليس في الأقاليم، وتلك الحقيقة انعكست في رفض مشروع قانون مصدق للإصلاح الانتخابي (الذي لا يمكن للأميين من المشاركة الانتخابية) من الكتلة المحافظة، على أساس أن ذلك "يميز ظلما الوطنيين الذين صوتوا على مدى السنوات الأربعين الماضية".
وقال ستيفن كينزر أنه في بداية أوائل الخمسينات وبتوجيه من وودهاوس مدير المخابرات البريطانية في محطة طهران مولت شبكة العمليات السرية البريطانية حوالي 10،000£ شهريا للإخوة راشديان (اثنان من أشد الملكيين الإيرانين نفوذا) على أمل شرائهما، وأيضا -حسب تقديرات الإستخبارات الأمريكية- القوات المسلحة والمجلس (البرلمان الإيراني) والزعماء الدينيين والصحافة وعصابات الشوارع والسياسيين والشخصيات المؤثرة الأخرى". وبالتالي فقد أكد مصدق في بيانه أن هناك تلاعبا انتخابيا يديره "عملاء أجانب" فعلق بذلك الإنتخابات. ولم يعترض أحدا على البيان، لذا فقد تأجلت الانتخابات إلى أجل غير مسمى. ووفقا لإرفاند إبراهيميان: "نحن ندرك أن المعارضة تريد أخذ الغالبية العظمى من مقاعد الأقاليم، فقد أوقف مصدق التصويت عندما انتخب 79 نائبا وهو يكفي لتشكيل النصاب البرلماني". ونال حزبه الجبهة الوطنية 30 من 79 نائبا منتخبا. وقد عقد مجلس الشورى ال17 في فبراير 1952.
سرعان ما بدأ التوتر في المجلس بالتصاعد. حيث رفضت المعارضة المحافظة منح صلاحيات خاصة لمصدق في التعامل مع الأزمة الاقتصادية الناجمة عن انخفاض الإيرادات الحاد وشكاوي الإقليمية المسموعة ضد العاصمة طهران، في حين شنت الجبهة الوطنية "حرب دعائية ضد الطبقة العليا المالكة للأراضي.

### الاستقالة والانتفاضة

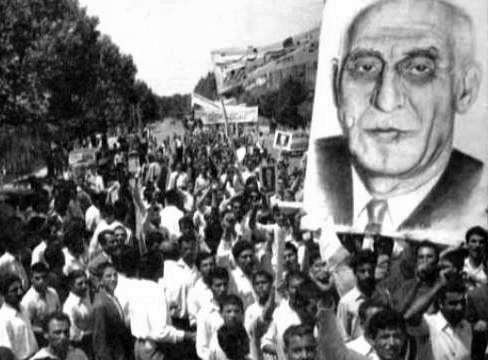
صورة من المظاهرات الحاشدة المؤيدة لمصدق في طهران

أثناء الموافقة الملكية على وزارة مصدق بتاريخ 16 يوليو 1952 أصر مصدق على حق رئيس الوزراء الدستوري في تسمية وزير الحربية ورئيس الأركان، وهو أمر كان الشاه يستخدمه حتى ذلك الوقت، فرفض الشاه ذلك، مما دفع مصدق للاستقالة وتوجه إلى الشعب قائلاً: «أن الصراع الذي بدأه الشعب الإيراني لم يمكن تتويجه بالنصر». فعين السياسي المخضرم أحمد قوام لمنصب رئيس الوزراء إيران. فأعلن يوم تعيينه عزمه على استئناف المفاوضات مع البريطانيين لإنهاء النزاع النفطي على عكس سياسة مصدق. فردت عليه الجبهة الوطنية مع مختلف الجماعات والأحزاب الوطنية والإسلامية والإشنراكية -بما فيها تودة- بمظاهرات حاشدة واحتجاجات واضرابات مؤيدة لمصدق. وقد اندلعت الإحتجاجات الكبرى في مدن إيران الرئيسية، وإغلق سوق البازار في طهران. قتل جراء المظاهرات أكثر من 250 في طهران وهمدان والاهواز وإصفهان وكرمنشاه، وتعرض الكثيرون لإصابات خطيرة.
بعد خمسة أيام من المظاهرات الحاشدة (أي يوم 30 تير بالتقويم الإيراني) أمر القادة العسكريين جنودهم أن يعودوا إلى ثكناتهم خشية من تغيير ولائهم وخوفا من سقوط طهران في أيدي المحتجين. مماأجبر الشاه وخشيته من الاضطرابات أن يعزل قوام ويعيد تعيين مصدق مع منحه كامل الصلاحيات بالسيطرة على الجيش وهو مما كان قد طالب بذلك مسبقا.

### استعادة الأوضاع وفرض قانون الطوارئ

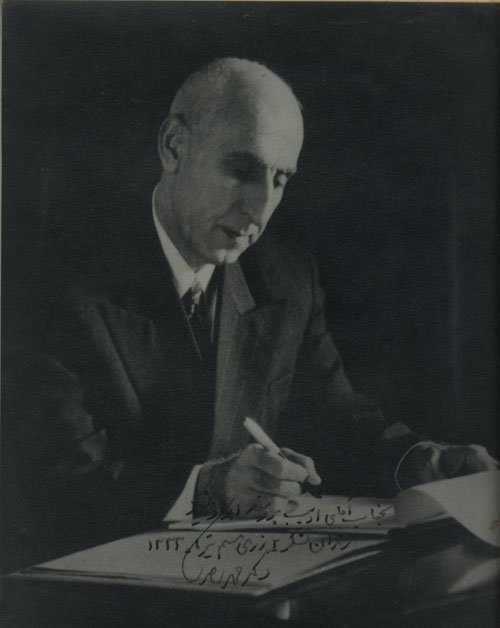
صورة محمد مصدق وهو يرسل أحد الخطابات

اضطر البرلمان إلى منح مصدق سلطات الطوارئ بعد بروز شعبيته الجارفة في الشارع حيث اقتنع البرلمان إلى حاجته إلى «مراسيم بقوانين للحصول ليس إلى ملاءة مالية فقط ولكن إلى إصلاح برلماني وتعديل قوانين الإنتخابات والقضاء والتعليم». فعين مصدق آية الله أبوالقاسم الكاشاني رئيسا لمجلس النواب دعما لقوته، فأثبت علماء كاشاني المسلمين وحزب توده أنهما أهم حلفاء مصدق السياسيين على الرغم من علاقاتهما المتوترة مع بعضهما البعض.
حاول مصدق بسلطة قانون الطوارئ الممنوحة له من تعزيز مؤسسات الدولة السياسية عن طريق تقليص صلاحيات الأسرة المالكة، فقطع ميزانية الشاه الشخصية ومنعه من التواصل المباشر مع الدبلوماسيين الأجانب، وطرد أخته التوأم الناشطة السياسية أشرف پهلوی، ونقل إلى الدولة أراضي العائلة المالكة.
في يناير 1953 نجح مصدق بالضغط على البرلمان في تمديد «قانون الطوارئ لمدة 12 شهرا آخر». فتمكن بهذه القانون من إصدار مرسوم قانون الإصلاح الزراعي الذي أنشأ المجالس القروية وزيادة حصة الفلاحين من الإنتاج. فأضعف بذلك قوة الطبقة الارستقراطية حيث ألغى نظام الزراعة الإقطاعية السارية في إيران منذ قرون، واستعاض بها نظام الزراعة الجماعية وملكية الأراضي الحكومية. اصلاحات مصدق تلك كانت وسيلة للتحقق من قوة حزب توده. ومع ذلك فقد ازداد الوضع الداخلي والإقتصادي سوءا، حيث انهارت العملة الإيرانية وانتشرت البطالة. وبدأ الإيرانيون «يزدادون فقرا وتعاسة يوما بعد يوم» بفضل المقاطعة البريطانية. وبدأ مع الوقت ائتلاف مصدق السياسي بالتفكك، وازداد أعدائه. وانسحب عدد من حلفائه -وذلك بسبب جهود بعض الإيرانيين الذين هم عملاء بريطانيون- وانقلبوا ضده، من بينهم مظفر بقائي رئيس حزب العمال الكادحين، وحسين مكي الذي ساعد في الاستيلاء على مصفاة عبادان واعتبر في وقت ما أنه وريث مصدق. ولكن الطامة الكبرى كانت في فتوى مجموعة من رجال الدين الإيرانيين بأن «مصدق معاد للإسلام والشريعة» بسبب تحالفه مع كتل اليسار والليبراليين، فانسحب آية الله كاشاني من التحالف مع مصدق. وكان كاشاني قد رشح نفسه رئيسًا للمجلس النيابي، واتهم كتلة مصدق بأنها تقف ضد توليه المنصب، في حين اتهمه أنصار مصدق بتهمة «بيع القضية الوطنية» لمصلحة الشاه. وبعد نجاح الانقلاب كان محمود ابن آية الله أبي القاسم كاشاني، ثاني الخطباء في الراديو الإيراني لتأييد ومباركة الانقلاب على مصدق.

## الانقلاب على مصدق

### مؤامرة عزل مصدق

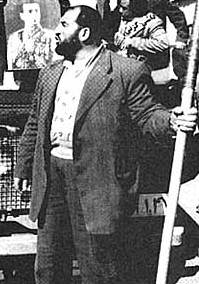
صورة شعبان جعفري الذي لعب دورا هاما في الانقلاب علي مصدق عام 1953

ازداد تعثر الحكومة البريطانية أمام سياسات مصدق المتصلبة خاصة بعد مرارة فقدان سيطرتها على صناعة النفط الإيرانية، وفشلت محاولاتها المتكررة للتوصل إلى تسوية معه. وفي أكتوبر 1952 أعلن مصدق ان بريطانيا هي عدو لإيران فقطع جميع العلاقات الدبلوماسية معها.
كانت بريطانيا منغمسة في مشاكل عديدة بعد انتهاء الحرب العالمية الثانية ولم تكن قادرة على حل تلك القضية بمفردها، فاتجهت نحو الولايات المتحدة لمساعدتها. لم تكن الولايات المتحدة في ذاك الوقت متوافقة مع سياسات بريطانيا، وحاولوا في عدة وساطات إقناع الأمريكان إلا أن وزير الخارجية الأمريكي دين أتشيسون خلص أن سياسة «الحكم أو الخراب» البريطانية كانت مدمرة ومحتومة النتائج في إيران. إلا أن الموقف الأمريكي تبدل أواخر 1952 بعد انتخاب دوايت أيزنهاور رئيسا لأمريكا. ففي شهري نوفمبر وديسمبر اقترح مسؤولون في المخابرات البريطانية على المخابرات الأمريكية خلع مصدق. ثم أشار رئيس وزراء بريطانيا ونستون تشرشل لإدارة أيزنهاور الجديدة أن مصدق مع أنه شديد الاشمئزاز من الاشتراكية إلا أنه -اعتمد أو قد يعتمد- على حزب توده الموالي للسوفييت، وقد بلغ المد الشيوعي حد الخطر فذلك يؤدي بإيران أن «تتجه بسرعة نحو فلك الشيوعية والسوفييت» في وقت تزداد فيه مخاوف الحرب الباردة. لذا فبعد دخول إدارة ايزنهاور البيت الأبيض يناير 1953، اتفقت مع المملكة المتحدة على العمل سويا لإزاحة مصدق، فأتهمتا علنا أن سياسة مصدق لإيران تضر البلد. بيد أن في ذات الوقت بدأ التحالف الهش بين مصدق وكاشاني بالإنهيار في يناير 1953 عندما عارض كاشاني طلب مصدق بتمديد صلاحياته الإضافية سنة أخرى.

### عملية أجاكس

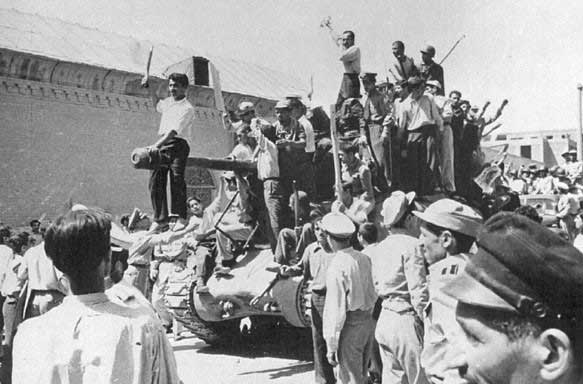
صورة للدبابات في شوارع طهران أثناء أحداث انقلاب 1953

في مارس 1953 بدأ وزير الخارجية الأمريكي جون فوستر دالاس بتوجيه الأوامر لوكالة الاستخبارات المركزية (CIA) التي يرأسها شقيقه الأصغر ألان دالاس بالتخطيط للإطاحة بمصدق. وفي 4 أبريل 1953 صادق ألان دالاس على اعتماد مليون دولار لاستخدامه «في اسقاط مصدق بأي شكل من الأشكال». فبدأ مكتب السي آي ايه في طهران بإطلاق حملة دعائية ضد مصدق. ثم ذكرت نيويورك تايمز أوائل يونيو أن مسؤولي الاستخبارات الأمريكية والبريطانية اجتمعوا في بيروت فوضعوا اللمسات الأخيرة للخطة. وبعدها بفترة قصيرة ذكرت تقارير نشرت لاحقا أن رئيس الاستخبارات المركزية فرع الشرق الأدنى وأفريقيا كيرميت روزفلت حفيد الرئيس تيودور روزفلت وصل طهران لإدارة الخطة. وقد نشرت نيويورك تايمز سنة 2000 بعض الأجزاء من وثيقة سربت لوكالة المخابرات المركزية معنونة ب «سجل الدائرة السري - الإطاحة بمصدق رئيس وزراء إيران - نوفمبر 1952 إلى أغسطس 1953».
تركزت تلك المؤامرة والمعروفة باسم عملية أجاكس في اقناع الشاه كي يصدر مرسوم إقالة مصدق، كما حاول ذلك قبل بضعة أشهر. ولكن الشاه كان مرعوبا في السعي لمثل هذه الخطوة الخطيرة التي لا تحظى بشعبية ومشكوك فيها قانونيا، وقد تستغرق الكثير من الوقت لإقناع اصحاب النفوذ وتحتاج إلى اجتماعات كثيرة تمولها الولايات المتحدة ومن ضمنها رشوة شقيقته أشرف ببعض المال ومعطف من فرو المنك كي يتمكنوا من تغيير رأيه.

### اسقاط مصدق
وقع الانقلاب على مصدق والتي تسمى بالفارسية بانقلاب 28 مرداد يوم 19 أغسطس 1953، حيث احتدم الصراع بين الشاه محمد رضا بهلوي ومصدق بداية شهر أغسطس 1953، فتدهور الوضع السياسي تدهورا لم يعرف من قبل، في أغسطس عام 1953، وافق الشاه في النهاية على الإطاحة بمصدق بعد أن قال كرميت روزفلت أن الولايات المتحدة ستمضي قدما أو من دونه، و رفض رئيس الوزراء رسميا ذلك الأمر في مرسوم مكتوب.
فالتجأ الشاه إلى بغداد يوم 16 آب/أغسطس 1953 بصحبته زوجته الملكة ثريا ومرافقه الخاص بطائرته الخاصة، واستقبل بحفاوة بالرغم من استنكار حكومة مصدق، ثم توجه بعدها إلى إيطاليا وقبل أن يغادر وقع قرارين: الأول يعزل مصدق والثاني يعين الجنرال فضل الله زاهدي محله، وهو استغلال لجزء من الدستور خلال جمعية الدستور عام 1949 التي تعقد تحت الأحكام العرفية، في الوقت الذي تم زيادة قوة النظام الملكي بطرق مختلفة من قبل الشاه نفسه.

صورته وهو في أيامه الأخيرة بمدينة أحمداباد مصدق بعد تحديد اقامته فيها

قام زاهدي في 19 من أغسطس 1953 بقصف منزل مصدق وسط مدينة طهران؛ في حين قام كرميت روزڤلت ضابط الاستخبارات الأميركي والقائد الفعلي للانقلاب الذي أطلقت المخابرات المركزية الأميركية بالإضافة إلى دونالد ويلبر مهندس وكالة المخابرات المركزية عليه اسماً سرياً هو العملية أجاكس، و كانت صممت لتكون جزءا رئيسيا من إستراتيجية ويلبر لإعطاء الانطباع الشرعية على الانقلاب السري الذي يحمل اسمه. بإخراج «تظاهرات معادية» لمصدق في وسائل الإعلام الإيرانية والدولية، وبعد احتجاجات واسعة النطاق تم تدبيرها من قبل فريق روزفلت، وإطلاق الهتافات الرخيصة التي تحط من هيبة مصدق.
وحدثت اشتباكات بعنف في الشوارع ونهب و حرقت المساجد و الصحف وخلفت ما يقرب من 300 قتيلا .القيادة الموالية للنظام الملكي الذي تم اختياره كانت مخبأة وتم إطلاقه في اللحظة المناسبة من قبل فريق وكالة الاستخبارات المركزية، بقيادة الجيش الجنرال المتقاعد ووزير الداخلية السابق في حكومة مصدق، وانضم فضل الله زاهدي مع شخصيات تحت الأرض مثل الإخوة راشدين و القوي المحلية مثل شعبان جعفري،
في 19 أغسطس 1953 (28 مرداد)، وكمحاولة لكسب اليد العليا انضم الجيش للأحداث وانتشرت الدبابات بالعاصمة و قصفت مقر الإقامة الرسمي لرئيس الوزراء، وفقا لكتابات كرميت روزفيلت تمكن مصدق من الفرار من الغوغائيون الذين هاجموا منزله ونهبوه ، في اليوم التالي ، استسلم إلى الجنرال زاهدي ، الذي كان من المقرر في الوقت نفسه مع وكالة الاستخبارات المركزية مع مقر مؤقت في نادي الضباط . وبعد اعتقال مصدق في نادي الضباط نقل إلى سجن عسكري، بالتوازي مع بما في ذلك الحكم بالإعدام على وزير الشؤون الخارجية ونائب مصدق حسين فاطمي بأمر من محكمة عسكرية شكلت من قبل الشاه. وتم تطبيق الحكم عليه رميا بالرصاص في 29 أكتوبر 1953.
وفي 22 أغسطس عاد الشاه من روما، سرعان ما وصلت حكومة زاهدي الجديدة إلى اتفاقا مع شركات نفط أجنبية لتشكيل كونسورتيوم و«استعادة تدفق النفط الإيراني إلى الأسواق العالمية بكميات كبيرة» وإعطاء الولايات المتحدة وبريطانيا العظمى حصة الأسد من النفط الإيراني. وفي المقابل، فإن الولايات المتحدة مولت بكثافة بما في ذلك الجيش وقوات الشرطة السرية (السافاك)، حتى الإطاحة بالشاه في عام 1979.
وبعد نجاح الإنقلاب حوكم العديد من حلفاء ومؤيدي مصدق السابقين، وتم سجن وتعذيب وحكم على بعضهم بالإعدام.

## أيامه الأخيرة
في 21 سبتمبر عام 1953، حوكم مصدق أمام محكمة صورية استفاض بعدها محاميه جليل بزرگمهر في كشف أنها لم تكن تتمتع بالحد الأدنى من شروط الحيادية. حَكَمَ نظام الشاه على الدكتور مصدق بالإعدام، ثم خفف الحكم لاحقاً إلى سجن انفرادي لثلاث سنوات في الحبس الانفرادي، وقد خففت عقوبة الإعدام بعد طلب من النيابة العامة. وقال مصدق ردا علي هذه الأحكام «إن حكم هذه المحكمة قد زاد أمجاد بلدي التاريخية. وأنا ممتن للغاية لإدانتها لي. الليلة ستعرف الامة الإيرانية معنى الدستورية.» و أبقي تحت الإقامة الجبرية في مقر إقامته في أحمد آباد مصدق في شمالي إيران، حتى وفاته في 5 مارس 1967.

## تأثيره

### في إيران
كانت عملية الإطاحة الأمريكية السرية لمصدق بمثابة الشرارة الملهمة لقيام الثورة الإيرانية عام 1979، حيث كانت الحادثة بمثابة نقطة تجمع في الاحتجاجات المناهضة للولايات المتحدة خلال الثورة الإيرانية وحتى يومنا هذا مما جعل مصدق واحدا من أكثر الشخصيات شعبية في التاريخ الإيراني.
وقد اعتبر سحب الدعم عن مصدق من قبل رجال الدين الشيعة بأنها كانت بدافع من خوفهم من الفوضى من استيلاء الشيوعيين، ويرى البعض أنه في حين أن العديد من عناصر التحالف التي كانت مع مصدق وتخلت عنه مثل: آية الله قاسم أبول-كاشاني ورجال الدين الأخرى التي كانت ضربة قاضية لقضيته، وهذا يعتبر عن انعكاس لهيمنة علماء الدين في المجتمع الإيراني ونذيرا للثورة الإسلامية قادمة. فقدان رجال الدين السياسي على نحو فعال قطع الاتصالات مصدق مع الطبقات الوسطى الدنيا والجماهير الإيرانية التي تعتبر حاسمة بالنسبة لأية حركة شعبية في إيران.

### الولايات المتحدة والدول الأخرى

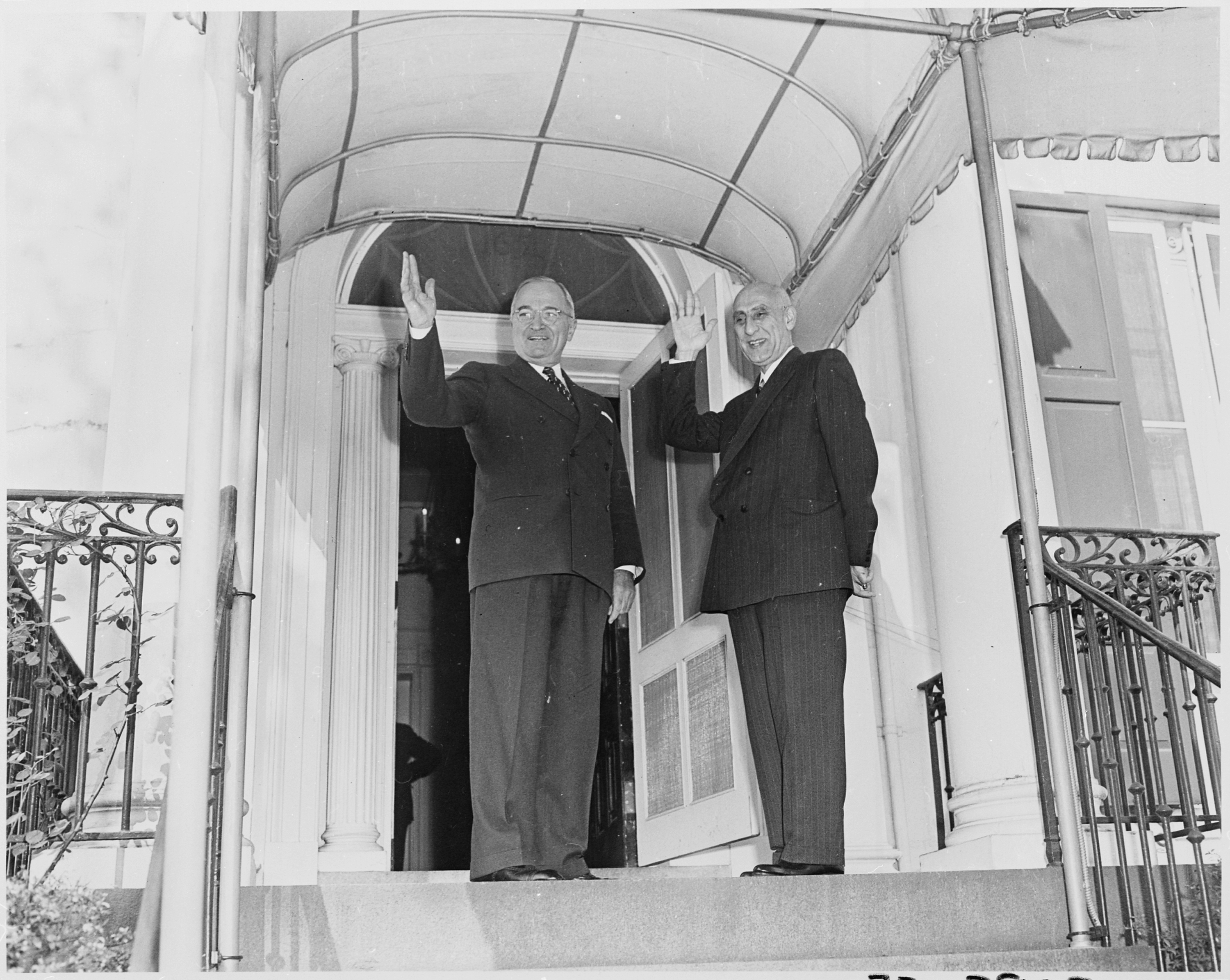
صورة محمد مصدق مع الرئيس الأمريكي هاري ترومان عام 1951

في عام 1951 تم تسمية مصدق كشخصية العام على غلاف مجلة التايم . حيث شملت المنافسة في تلك السنة مع : دين أتشيسون ودوايت أيزنهاور والجنرال دوغلاس ماك آرثر.
لم تعترف الولايات المتحدة بدورها في الإطاحة مصدق رسميا لسنوات عديدة، على الرغم من أن إدارة أيزنهاور عارضت بشدة سياسات مصدق . كتب الرئيس ايزنهاور بغضب حول مصدق في مذكراته واصفا إياه بأنه غير عملي و سذج. ومع ذلك لم ايزنهاور لم يعترف بأي تورط في الانقلاب.
في نهاية المطاف كشفت عملية تورط وكالة الاستخبارات المركزية لهذا الانقلاب. وذلك بعد خلاف سار داخل الوكالة وعرض في جلسات الاستماع في الكونغرس التي بدأت 1970. بررت وكالة الاستخبارات المركزية أن تأييد الانقلاب كان ضروريا من الناحية الإستراتيجية ، و أثنى على كفاءة الذين قاموا بالمهمة ، وصف منتقدي العملية بأنها عملية تتسم بالأستقواء وانها غير قانونية وغير أخلاقية و واقترح لاحقا اطلاق اسم «النكسة» عليها في تحليل ما قبل الانقلاب. مدى هذه «النكسة»، مع مرور الوقت لم يكن واضحا تماما أن وكالة الاستخبارات المركزية ، كما كان لديهم صورة غير دقيقة للاستقرار نظام الشاه . الثورة الإيرانية عام 1979 اشعلت وكالة المخابرات المركزية والولايات المتحدة كثيرا حيث انطلقت على حين غرة ، وأسفرت عن الإطاحة بالشاه ( نفسه حاكما غير ديمقراطية ) من قبل حركة أصولية بدلا من الولايات المتحدة، التي يرأسها آية الله الخميني في وقت لاحق ، ولم تستطيع وكالة الاستخبارات المركزية والولايات المتحدة ان تقلل من مدى السخط الشعبي للشاه ، ولكن الكثير من هذا الاستياء نابع تاريخيا من إزالة مصدق و المحسوبية اللاحقة للشاه في الانقلاب المدعوم من الولايات المتحدة ، وكانت في الواقع نهاية للحقبة الديمقراطية في إيران بالكامل والتي انتهت مع عزل الشاة .
في مارس 2000 ، ذكرت وزيرة الخارجية مادلين أولبرايت من الإطاحة بمصدق وقالت «يعتقد أن إدارة أيزنهاور كانت مبررة أفعالها لأسباب إستراتيجية ولكن كان الانقلاب بوضوح نكسة للتنمية السياسية في إيران ، وأنه من السهل أن نرى الآن لماذا هذا العدد وصل الي ان الإيرانيين يشعرون بالاستياء من هذا التدخل من قبل أمريكا» . في العام نفسه ، نشرت صحيفة نيويورك تايمز تقريرا مفصلا حول الانقلاب استنادا إلى وثائق رفعت عنها السرية وكالة المخابرات المركزية.
في أوائل عام 2004 ، غيرت الحكومة المصرية اسم الشارع في القاهرة في الفترة من بهلوي إلى مصدق وذلك مع قيام إيران بإزالة اسم خالد الإسلامبولي من أحد شوارعها وذلك في عمليات تحسين العلاقات مع إيران.

## في وسائل الإعلام

صورة مصدق علي غلاف مجلة التايم والذي اختير كشخصية العام 1951

كانت شخصية محمد مصدق محط اهتمام إعلامي بعد وفاته ، ففي عام 2003 انتج التلفزيون الفرنسي فيلما بعنوان «الثريا» الذي يتناول حياة زوجة الشاه الثاني والملكة إيران السابق، الأميرة ثريا بختياري . وقد لعبت دورا مصدق من قبل الممثل الفرنسي كلود براسير. وصدر فيلم قصير في عام 2011 لمدة 24 دقيقة اسمه مصدق "Mosaddegh"، من إخراج روزبه دادفاند وقد لعبت دور مصدق الممثل الإيراني الأمريكي ديفيد ديان، وأطلقت لعبة فيديو مستقلة تسمى «القط والانقلاب» وعرضت في عام 2011، ومثلت اللعبة حياة مصدق في بدايتها. خلال الانتخابات التمهيدية للرئاسة في الحزب الجمهوري الأمريكي عام 2012 ، قال عضو الكونغرس عن ولاية تكساس رون بول أن سبب تحول إيران لتصبح ديكتاتورية ثيوقراطية كان بسبب الانقلاب المدعوم من وكالة المخابرات المركزية في عام 1953، كانت حياة مصدق وانقلاب 1953 موضوع فيلم وثائقي تحت عنوان «الإنقلاب الأمريكي» والذي صدر عام 2012، وكذلك وثائقي آخر باسم «انقلاب 53» ("Coup 53") لعام 2019.

## أقرأ أيضا
- عملية أجاكس
- محمد رضا بهلوي
- شركة النفط الأنجلو-إيرانية

## وصلات خارجية
- محمد مصدق على موقع الموسوعة البريطانية (الإنجليزية)
- محمد مصدق على موقع مونزينجر (الألمانية)
- محمد مصدق على موقع إن إن دي بي (الإنجليزية)
- سيرة محمد مصدق
- محمد مصدق وانقلاب سنة 1953 في إيران، كتب ووثائق رفعت عنها السرية ونشرتها الأمانة العامة الوطنية، 22 يونيو 2004.

| المناصب السياسية | المناصب السياسية           | المناصب السياسية    |
| ---------------- | -------------------------- | ------------------- |
| سبقه حسین علاء   | رئيس وزراء إيران 1951–1952 | تبعه أحمد قوام      |
| سبقه أحمد قوام   | رئيس وزراء إيران 1952–1953 | تبعه فضل الله زاهدي |